# チチタケ
チチタケ（乳茸、学名: Lactifluus volemus）はベニタケ目ベニタケ科チチタケ属チチタケ節の中型のキノコ。和名の由来は、傷をつけると白い乳液を滴らせることから名付けられている。一部の地域では食用され、栃木県ではチタケの名で親しまれる。他の地方名として、ドヨウモタシ、アカドヨウ、ウルシモタセ、ツユフキモタシともよばれている。学名は長らく和名チチタケ属（Lactarius）のLactarius volemusとして知られていたが、最近ではLactariusに和名カラハツタケ属を当て、新たにLactifluusに和名チチタケ属を当てることが多いので本項でもそれに従い、Lactifluus volemusとする。

## 生態
北半球の温帯以北に分布する。外生菌根菌（菌根性・共生性）。夏から秋にかけて、ブナ、ナラ、コナラ、ミズナラ、カシ、クリ、シイなどブナ科広葉樹林か、ヒノキなどの針葉樹林、あるいは雑木林の林床に群生したり散生する。夏から秋が子実体の発生時期だが、特に真夏の時期によく発生する。

## 形態
傘は径5 - 12センチメートル (cm) で、橙黄色あるいは茶色から赤茶色で、中央が浅くくぼみ、表面はビロード状。幼菌のときは、傘は丸山形で、のちに開くと漏斗状になる。ヒダは密で、白色だが、古いものはやや黄色、柄に対して直生か垂生する。傷をつけると多量の乳液が出て、のちに褐色に変化する。臭気があり、乾燥すると干しニシン臭を放つ。肉は脆く、やや茶色いが、ほぼ白色でやや渋みがある。傷口はひだと同じく変色する。柄は高さ8 cmほどになり上下同大、表面は傘とほぼ同色かやや淡色、中空もしくは随状である。
傷をつけると出てくる白色の乳液は、ほんのりとした甘みと渋みがある。乳液はゴムノキなどが生成する天然ポリイソプレンの低分子を主成分としており、ゴムの分子構造研究の格好の材料ともなっている。この乳液の量はチチタケ1個体につき2.5〜4.3パーセントを占めるという。

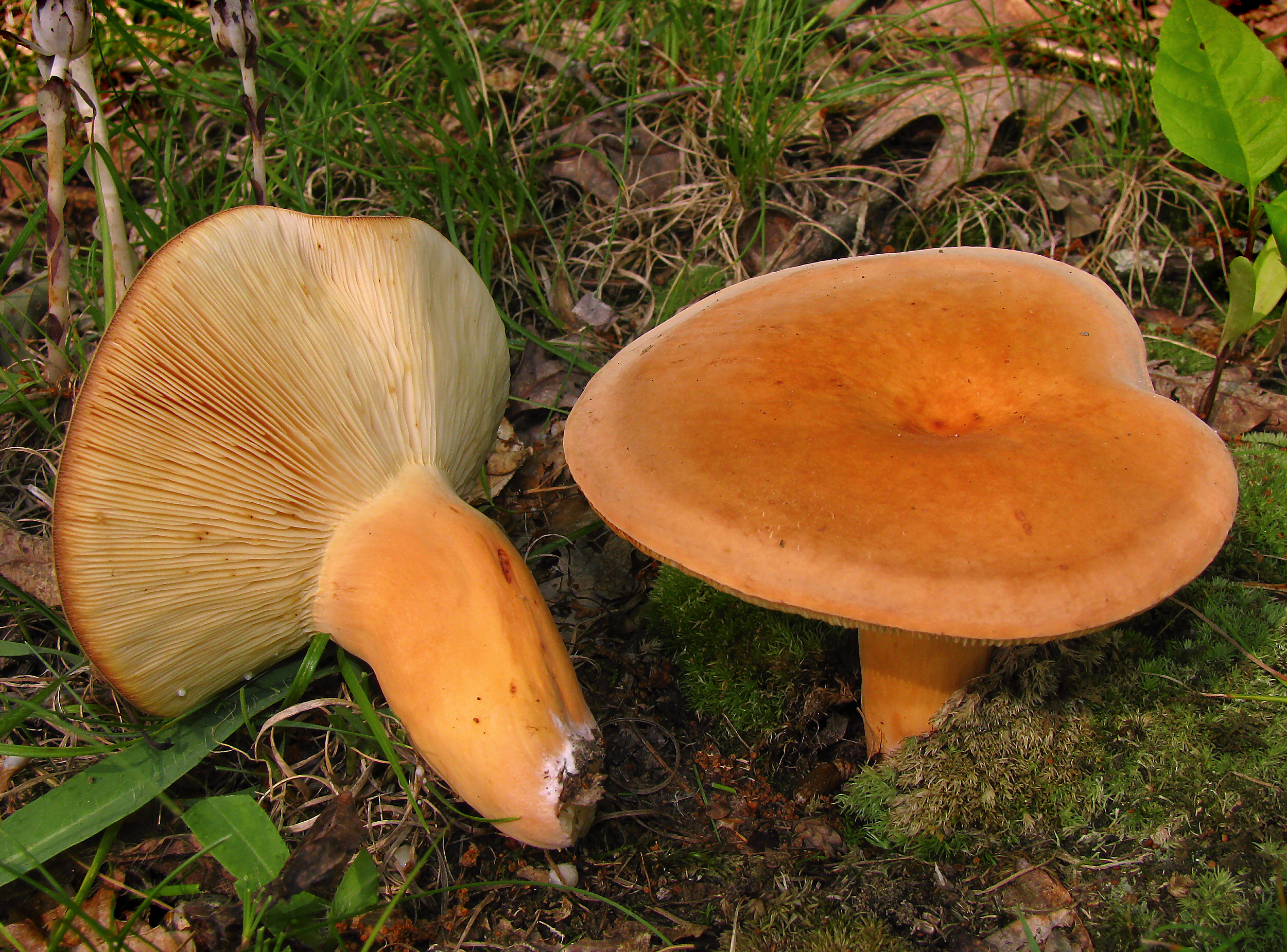
傘は茶色一色で環状の紋様は出ない。ひだは黄色味を帯びた白色で密。
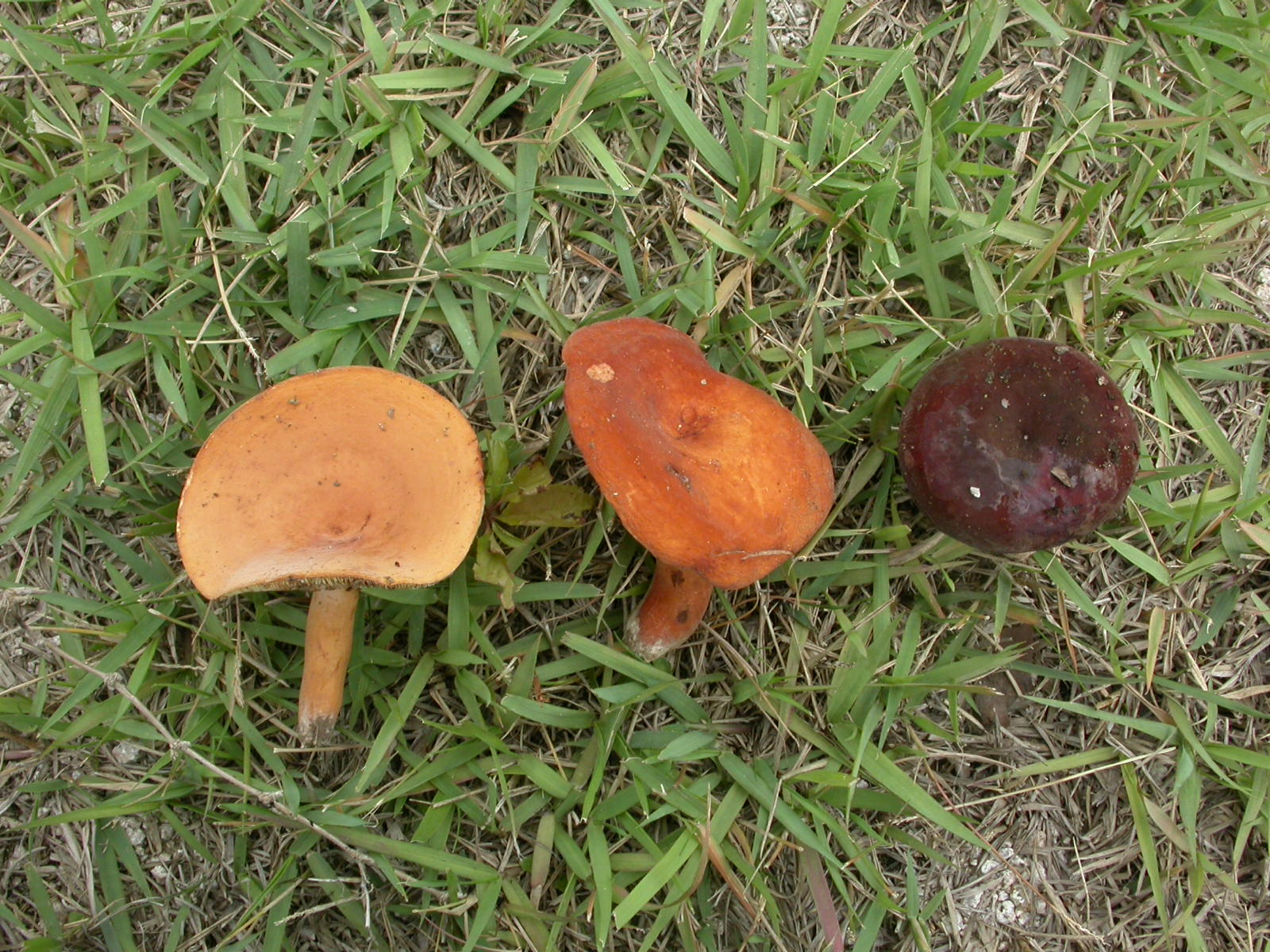
傘は色の変異が大きい
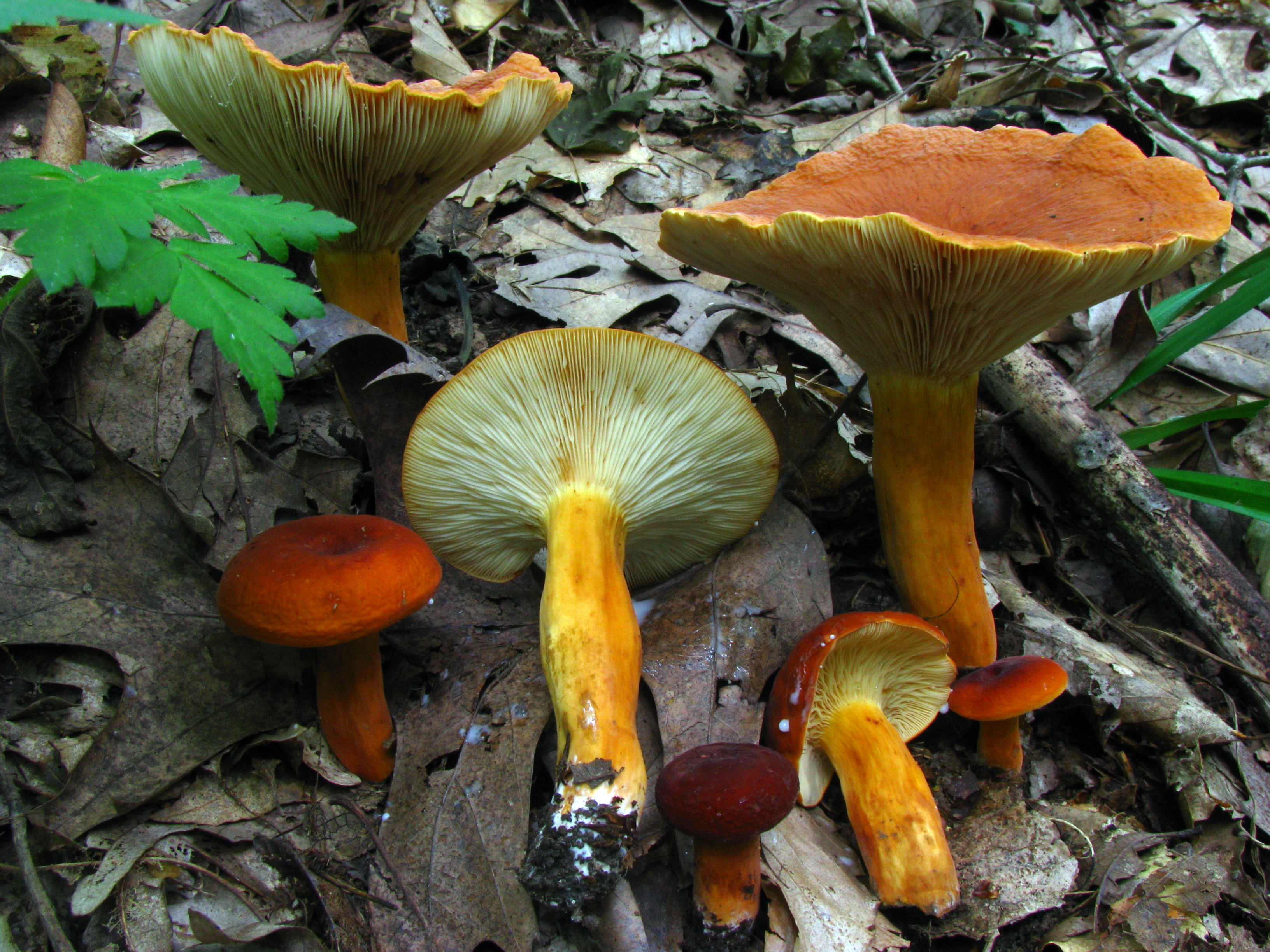
傘は漏斗状に開き、柄と同色。幼菌のひだは白色で密。
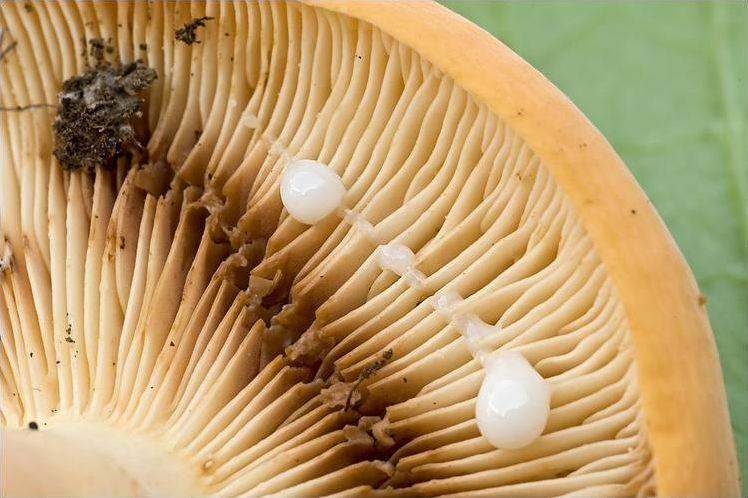
ひだはの間隔は密。乳液は白色だが褐変性があるのもわかる
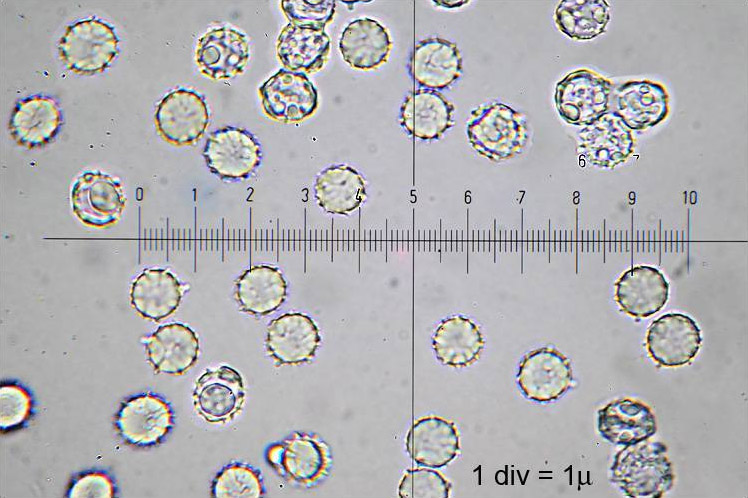
胞子

## 食用
食用となるが、食感はぼそぼそしており、人によっては好き嫌いが分かれ、キノコ狩りの対象としては見向きもされない地方がほとんどである。しかし、特に栃木県などでは非常に人気が高く、チチタケとその近縁種はチタケの名で好んで食べられ、炒めたナスとチチタケをつゆに用いる「ちたけうどん」「ちたけそば」は代表的な郷土料理として親しまれている。またヨーロッパにもチチタケを食用する習慣があり、ありふれたキノコとして市場に流通している地域もあるという。
乳液は甘みとやや渋みが混じった味がする。しかし香りが強く、調理法によっては独特の良い出汁が出るため、うどんや蕎麦のつゆなどに具として用いられる場合もある。日本の山村では昔、食糧事情が貧しい時代に食用キノコとして利用したといわれる。ナスと油との相性がよく、野菜と一緒に炒めた鉄板焼き、天ぷら、フライなどに合う。そのほか、汁物、鍋物、炒め物、煮込みなどにする。
日本の栃木県では毎年のシーズンになるとこのキノコを目当てに山林に分け入り、遭難し死傷する者が後を絶たないほどの人気があった。栃木県でチチタケを食用とする習慣は少なくとも江戸時代の享保年間の時点で記録が存在し、かつては身近な食用キノコであったと考えられている。しかし1990年代から2000年代頃になると、乱獲や雑木林の荒廃などによって栃木県内産のチチタケは減少傾向にあり、生の日本産がマツタケ以上の高額で取引される場合もある一方、安価な中国からの輸入品が水煮などの形でスーパーマーケットに出回るようになった。

### 放射性物質
チチタケはキノコの中でも放射性物質を取り込みやすい傾向が高いといわれる。2011年3月11日の東日本大震災では、栃木県と隣接する福島県で福島第一原子力発電所事故が発生し、チチタケの消費地や産地に深刻な放射能汚染の被害を及ぼした。2011年9月には福島県棚倉町に自生していたチチタケから、当時の暫定規制値（1キログラムあたり500ベクレル）の56倍に相当する1キログラムあたり28,000ベクレルの放射性セシウムが検出されており、翌年の2012年10月には福島から離れた青森県でも、その時点での食品衛生法の基準値（1キログラムあたり100ベクレル）を上回る1キログラムあたり120ベクレルの放射性セシウムが検出されている。
2017年現在、山形県、福島県、栃木県、長野県で規制値の100 Bq/kgを超える放射性セシウムが検出されている。厚生労働省や県は該当地域での採取・出荷及び摂取の自粛を呼び掛けている。

## 類似種
茶色一色の傘と柄の色、白色のひだ、豊富な白色の乳液を出すという特徴を兼ね備えたものは、下記のヒロハチチタケとチリメンチチタケくらいしか知られていないが、このいずれかしか持っていないというきのこが何種か存在する。
ヒロハチチタケ (L. hygrophoroides ) はひだの間隔が疎。主に広葉樹林の林床に発生し、チチタケ同様に白い乳液が出るが、変色しない。チリメンチチタケ（L. corrugis ）はひだがチチタケ同様に密であるが、傘にしわが寄るもの。味はチチタケに劣るとされる。これら2種は色と乳液の特徴をどちらも満たし、チチタケ同様に食用となる。
キチチタケ（Lactarius chrysorrheus、ベニタケ科）は名前が似ているが、辛みがあり食不適。傘は黄褐色で環状の紋様（zonation）が現れ、柄は白色。乳は白色だが速やかに黄変し和名もここから来ている。環状の紋様が出るのはベニタケ科の中ではカラハツタケ属に多い特徴で本種もチチタケ属ではなくカラハツタケ属に入れられている。ハツタケ（Lactarius hatsudake）も同属で傘には環状の紋様が出るほか、ひだはワイン色。傷つけると乳液を出し最初は赤いが数十分で青く変色する。発生場所はマツ属林。
ドクササコ (Paralepistopsis acromelalga、キシメジ科) は色合いが似ているが、傷つけても乳液は出さない。誤食すると、1か月以上も手足が赤く腫れ上がって痛み、中毒症状の激しさから「ヤケドキン」とよばれて恐れられている。チチタケは新鮮なときに傷をつけると白い乳液を出すのでドクササコとは区別できるが、迷ったら食べないように注意喚起されている。
ナラタケ類（Armillaria spp.,キシメジ科）は色合いが似ている。傘の表面には黒い鱗片が多数存在し、全体的に柄が長く、ナラタケモドキを除けばツバがある。傷つけても乳液は出さない。これらとチチタケの最大の違いは木材腐朽菌であり発生場所が木材からであることである。また、一株に数十本が束生する株立ちになるのが一般的。
ニセクロハツ（Russula subnigricans、ベニタケ科）はベニタケ型の子実体の形、褐色系の傘と柄を持ちひだはクリーム色のツートーンである点、ブナ科樹木林に夏に発生する点などが似ているが、チチタケのような赤褐色ではなく灰褐色であり色の印象はかなり異なる。ひだの間隔は疎。傷つけても乳液は出さないが、肉には変色性があり数十分で赤変する。狭義のものは常緑ブナ科林（シイ、カシ類）で見つかるが、落葉ブナ科林でも似たものが見られるという。

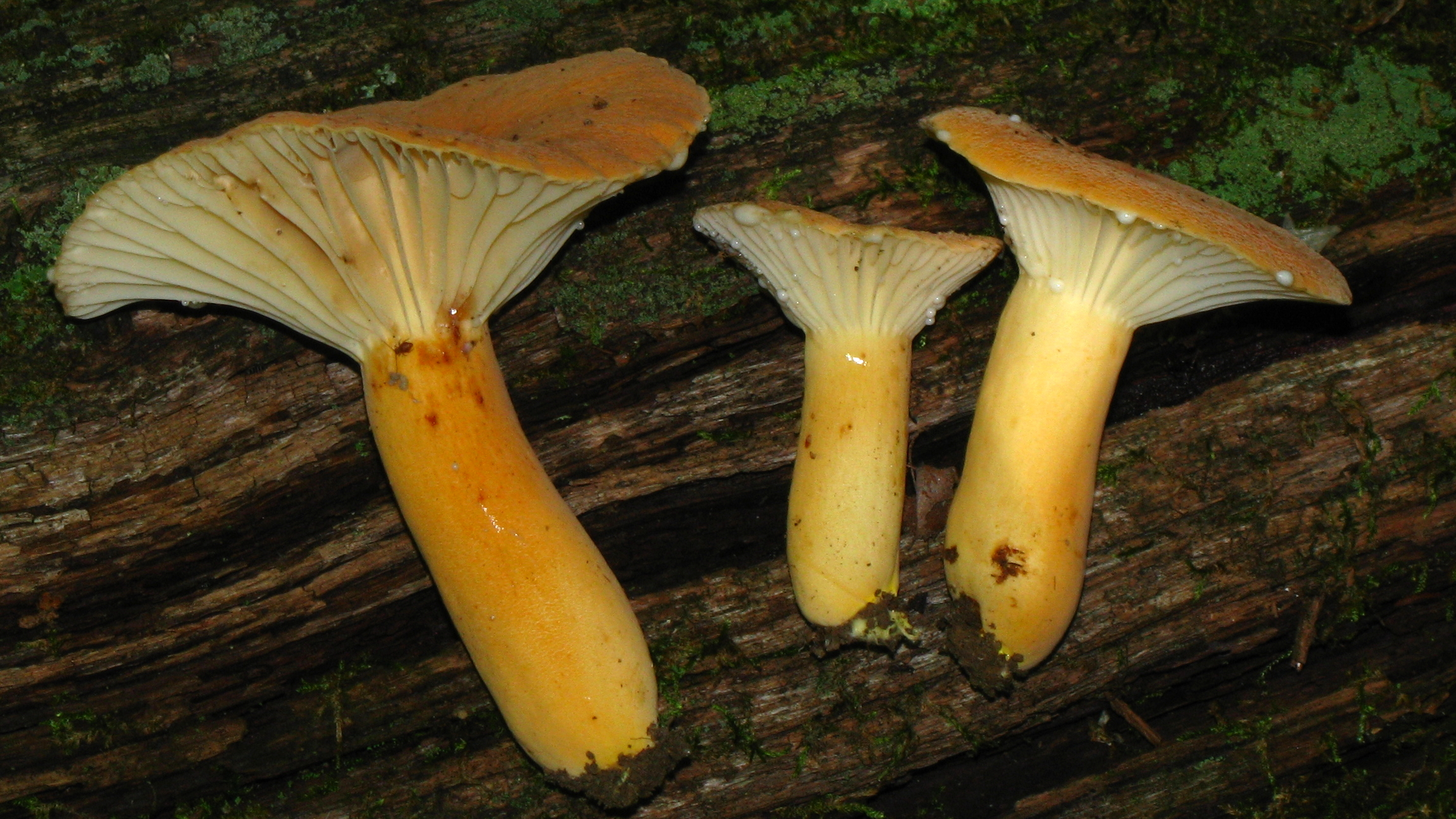
参考：ヒロハチチタケ
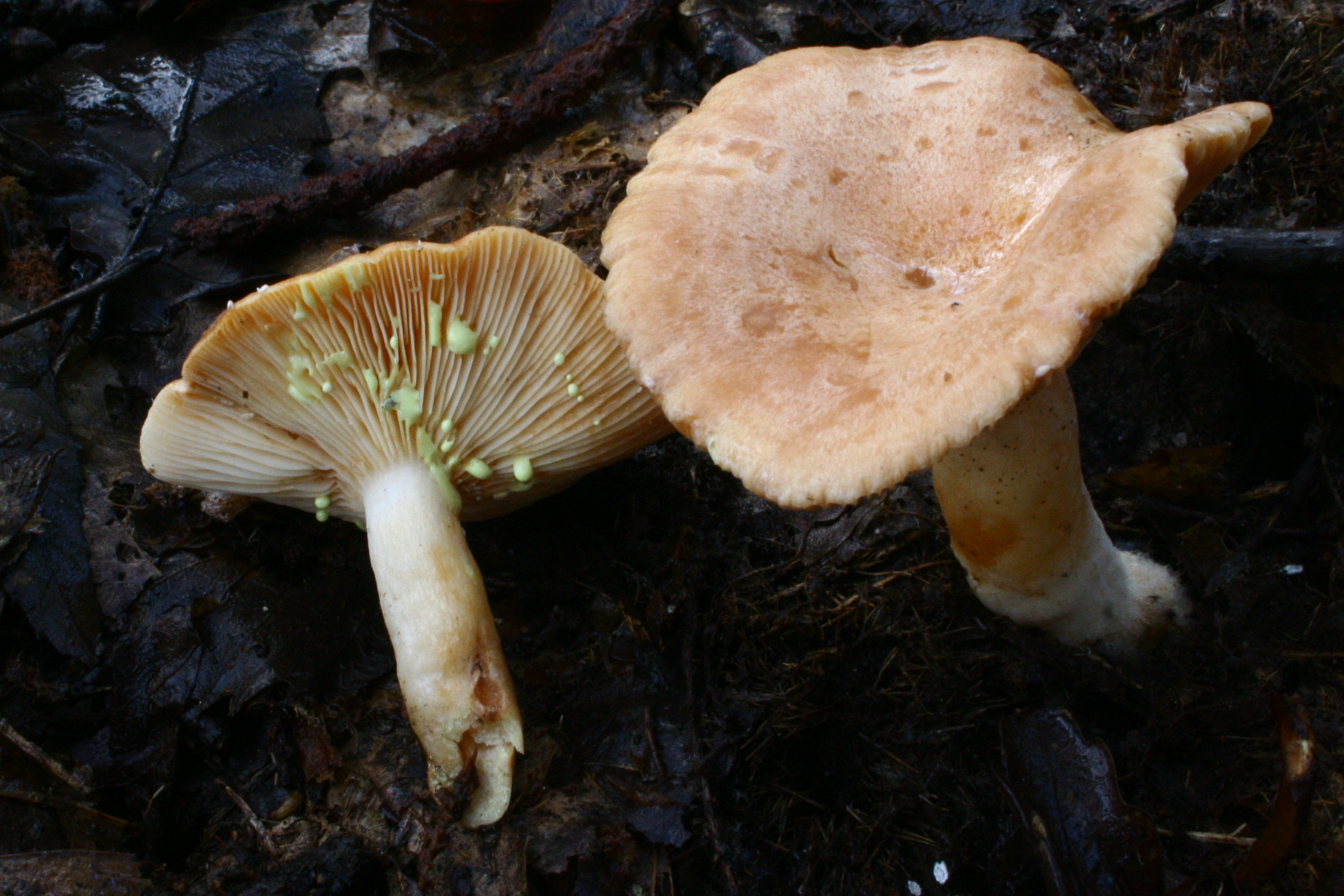
参考：キチチタケ
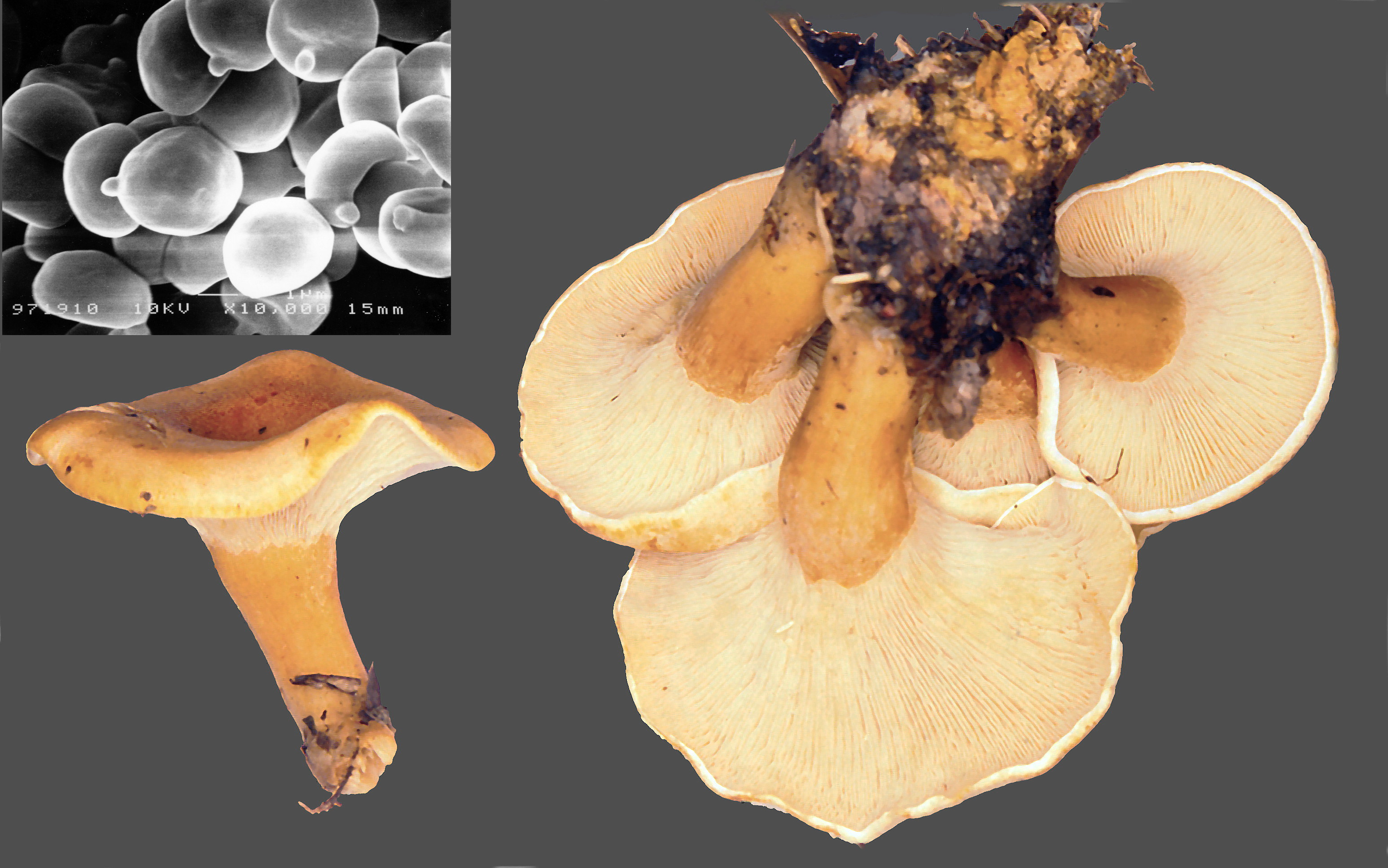
参考：ドクササコ
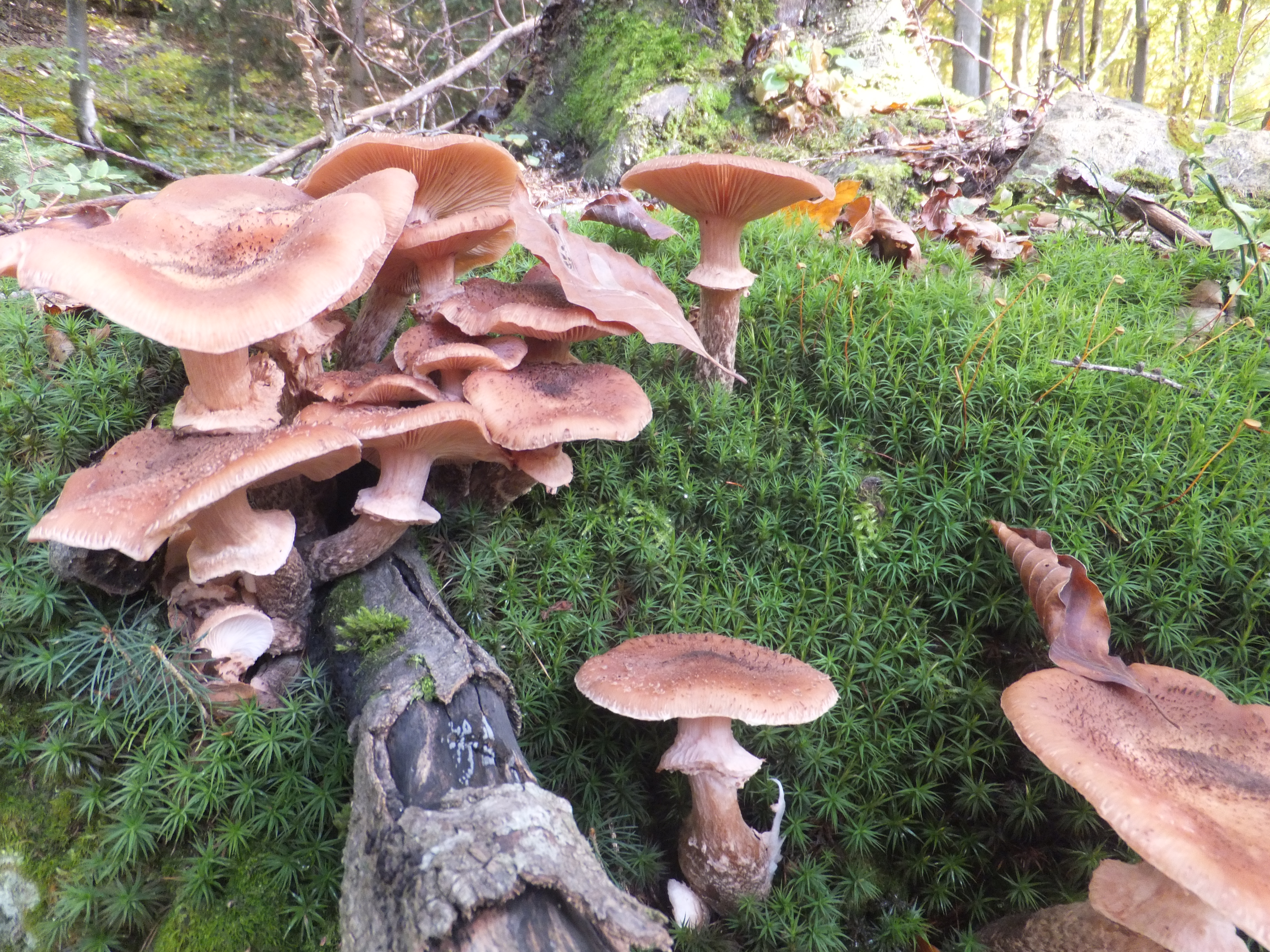
参考：ナラタケの一種